# SV Warnemünde
SV Warnemünde is een Duitse sportclub uit Warnemünde, een stadsdeel van Rostock, Mecklenburg-Voor-Pommeren. De club is actief in acrobatiek, boksen, handbal, kegelen, atletiek, worstelen, turnen, volleybal, wandelen en voetbal.

## Geschiedenis
De club werd op 30 mei 1949 opgericht als BSG Karl Liebknecht. De naam werd al snel veranderd in BSG Motor Warnowwerft Warnemünde. In 1954 promoveerde de club naar de DDR-Liga, de tweede klasse. De club was een liftploeg tussen de tweede en derde klasse en speelde in 1981 voor de laatste keer op het tweede niveau.
Na de Duitse hereniging werd de naam SV Warnowwerft Warnemünde aangenomen en in 1991 SV Warnemünde. De voetbalafdeling werd in 1999 zelfstandig onder de naam SV Warnemünde Fußball. In 2011 degradeerde de club uit de Verbandsliga Mecklenburg-Vorpommern.
In het seizoen 2024/25 eindigde de club als laatste. Omdat geen enkel team uit de Landesliga Ost en West wilde promoveren degradeerde Warnemünde niet.

## Bekende (oud-)spelers
- Gerhard Schaller